# Championnat du Chili de football 1996
Navigation
Saison précédente Tournoi suivant
La saison 1996 du Championnat du Chili de football est la soixante-quatrième édition du championnat de première division au Chili. Les seize meilleurs clubs du pays sont regroupés au sein d'une poule unique où ils s'affrontent deux fois au cours de la saison, à domicile et à l'extérieur. À la fin du championnat, les deux derniers du classement sont relégués et remplacés par les deux meilleurs clubs de Segunda División, la deuxième division chilienne tandis que les 13e et 14e doivent passer par le barrage de promotion-relégation.
C'est le club de Colo Colo qui remporte le championnat cette saison après avoir terminé en tête du classement final, avec quatre points d'avance sur le CD Universidad Católica et douze sur un duo composé du Club de Deportes Cobreloa et de l'un des promus, Audax Italiano. C'est le vingtième titre de champion du Chili de l'histoire du club, qui réussit même le doublé en s'imposant en finale de la Copa Chile face au CSD Rangers.
Le double tenant du titre, le CF Universidad de Chile, ne termine qu'à la 5e place, à seize points de Colo Colo.

## Les clubs participants
| - Colo Colo - CD Universidad Católica - CF Universidad de Chile - Unión Española - CD Coquimbo Unido - Deportes Temuco - Club de Deportes Cobreloa - Club Deportivo Huachipato | - Santiago Wanderers - Promu de Segunda División - Regional Atacama - Club Deportivo O'Higgins - Audax Italiano - Promu de Segunda División - Club Deportivo Palestino - Provincial Osorno - Club Deportes Concepción - Club de Deportes Antofagasta |

## Compétition
Le barème utilisé pour établir le classement est le suivant :
- Victoire : 3 points
- Match nul : 1 point
- Défaite : 0 point

### Classement
| Rang | Équipe                       | Pts | J  | G  | N  | P  | Bp | Bc | Diff |
| ---- | ---------------------------- | --- | -- | -- | -- | -- | -- | -- | ---- |
| 1    | Colo ColoC                   | 63  | 30 | 19 | 6  | 5  | 62 | 24 | +38  |
| 2    | CD Universidad Católica      | 59  | 30 | 17 | 8  | 5  | 70 | 40 | +30  |
| 3    | Club de Deportes Cobreloa    | 51  | 30 | 15 | 6  | 9  | 58 | 44 | +14  |
| 4    | Audax ItalianoP              | 51  | 30 | 14 | 9  | 7  | 51 | 38 | +13  |
| 5    | CF Universidad de ChileT     | 47  | 30 | 13 | 8  | 9  | 49 | 42 | +7   |
| 6    | Provincial Osorno            | 43  | 30 | 11 | 10 | 9  | 54 | 40 | +14  |
| 7    | Club de Deportes Antofagasta | 43  | 30 | 12 | 7  | 11 | 47 | 46 | +1   |
| 8    | Unión Española               | 40  | 30 | 11 | 7  | 12 | 43 | 47 | -4   |
| 9    | CD Coquimbo Unido            | 40  | 30 | 12 | 4  | 14 | 46 | 53 | -7   |
| 10   | Club Deportes Concepción     | 39  | 30 | 8  | 15 | 7  | 44 | 53 | -9   |
| 11   | Santiago WanderersP          | 37  | 30 | 10 | 7  | 13 | 49 | 57 | -8   |
| 12   | Club Deportivo Huachipato    | 35  | 30 | 8  | 11 | 11 | 42 | 46 | -4   |
| 13   | Club Deportivo Palestino     | 33  | 30 | 8  | 9  | 13 | 40 | 53 | -13  |
| 14   | Deportes Temuco              | 28  | 30 | 8  | 4  | 18 | 35 | 55 | -20  |
| 15   | Regional Atacama             | 27  | 30 | 7  | 6  | 17 | 38 | 70 | -32  |
| 16   | Club Deportivo O'Higgins     | 22  | 30 | 5  | 7  | 18 | 41 | 61 | -20  |

|  | Qualification pour la Copa Libertadores 1997                                     |
|  | Qualification pour la Liguilla pré-Libertadores                                  |
|  | Participation au barrage de promotion-relégation                                 |
|  | Relégation directe en Segunda Division                                           |
|  | T : Tenant du titre C : Vainqueur de la Copa Chile P : Promu de Segunda Division |

### Liguilla pré-Libertadores
La Liguilla se dispute à nouveau sous forme de tournoi à élimination directe avec demi-finale et finale jouées en matchs aller-retour.
Demi-finales :
| Équipe 1                | Résultat      | Équipe 2                  | Aller | Retour |
| ----------------------- | ------------- | ------------------------- | ----- | ------ |
| Audax Italiano          | 4 - 4 7-8 tab | Club de Deportes Cobreloa | 3 - 1 | 1 - 3  |
| CF Universidad de Chile | 3 - 8         | CD Universidad Católica   | 1 - 2 | 2 - 5  |

Finale :
| Équipe 1                  | Résultat      | Équipe 2                | Aller | Retour |
| ------------------------- | ------------- | ----------------------- | ----- | ------ |
| Club de Deportes Cobreloa | 5 - 5 2-4 tab | CD Universidad Católica | 3 - 2 | 2 - 3  |

### Barrage de promotion-relégation
Les 13e et 14e du classement affrontent en barrage les 3e et 4e de Segunda División. Les duels ont lieu sous forme de matchs aller-retour.
| Équipe 1                       | Résultat | Équipe 2                 | Aller | Retour |
| ------------------------------ | -------- | ------------------------ | ----- | ------ |
| Club de Deportes Cobresal (D2) | 3 - 3e   | Deportes Temuco          | 3 - 1 | 0 - 2  |
| Club de Deportes Iquique (D2)  | 2 - 5    | Club Deportivo Palestino | 1 - 0 | 1 - 5  |

## Bilan de la saison
| Championnat du Chili de football 1996 |                                           |
| Champion                              | Colo Colo (20e titre)                     |
| Coupes et trophées                    |                                           |
| Vainqueur de la Coupe du Chili 1996   | Colo Colo                                 |
| Qualifications continentales          |                                           |
| Copa Libertadores 1997                | Colo Colo                                 |
| Copa Libertadores 1997                | CD Universidad Católica                   |
| Copa CONMEBOL 1997                    | CF Universidad de Chile                   |
| Promotions et relégations             |                                           |
| Promus en Primera División            | Deportes La Serena CD Puerto Montt        |
| Relégués en Segunda División          | Regional Atacama Club Deportivo O'Higgins |